# مهور (مسورة)

تعديل مصدري - تعديل

مهور هي إحدى قرى عزلة بيحان الدولة بمديرية مسورة التابعة لمحافظة البيضاء، بلغ تعداد سكانها 34 نسمة حسب تعداد اليمن لعام 2004.